# 中央组织宣传组
中央组织宣传组是中国共产党中央委员会在1970年11月6日设立的一个机构，隶属于中共中央政治局。设立它的初衷是负责陈伯达倒台后被撤销的中共中央宣传部和中共中央政治研究室的相关事务处理的问题，却落在了四人帮的掌控之中，成为文化大革命后期掌控组织、宣传大权的机构。1976年文革结束后，中央组织宣传组停止运作。

## 人员
- 组长：康生；
- 组员：江青、张春桥、姚文元、纪登奎、李德生；

## 职能
管辖中央组织部、中央党校、人民日报、红旗杂志、新华社总社、中央广播事业局、光明日报、中央编译局和工、青、妇中央一级机构以及它们的五七干校。